# Керимова, Флора Алекпер кызы
Флора Алекпер кызы Керимова (азерб. Flora Ələkbər qızı Kərimova; род. 23 июля 1941, Баку) — азербайджанская эстрадная певица. Народная артистка Азербайджана (1992).

## Биография
Родилась 23 июля 1941 года в Баку. В 1965 году поступила в Медицинский институт им. Н. Нариманова на специальность «лечебное дело», где проучилась до 1971 года. С 1972 по 1977 год училась в Азербайджанской государственной консерватории по классу вокала. 
Рабочий диапазон голоса составляет четыре октавы. В начале 1960-х годов начала эстрадную деятельность. Впервые выступила в октябре 1960 года на сцене Азербайджанской государственной филармонии. 

## Творчество
В основу её репертуара входят, в основном, лирические композиции. Однако певица также исполняла и продолжает исполнять ритмичные композиции. Флора Керимова очень любила работать с композитором Эмином Сабитоглу, который писал лирические песни специально для её выступлений и записей. Одной из песен, написанной Сабитоглу для Флоры Керимовой, стала композиция «Bir axşam taksidə» («Однажды вечером в такси»), выпущенная в 1971 году, и ставшая хитом. 
В репертуар Флоры Керимовой также входят песни Эльзы Ибрагимовой, Рамиза Миришли, Тофика Кулиева, Огтая Кязимова, Шафиги Ахундовой, Айгюн Самедзаде, Эльдара Мансурова, Кямала и многих других композиторов. За карьеру певица записала и выпустила свыше 20 сольных альбомов. 
В 1993 году продолжила сотрудничать с композитором Эльдаром Мансуровым, выпустив успешный сингл «Əzizim» («Родной»). В 1995 году вышел дуэт Флоры Керимовой и Фаика Агаева — «Bir daha» («Ещё раз»). 
С середины 1990-х годов стала активно заниматься политической деятельностью. Являясь членом партии «Мусават», находилась в оппозиции к власти и попала в «эстрадную опалу». Певица исчезла с телевизионного эфира. О ней перестали писать в прессе. После этого периода, затянувшегося до начала 2000-х годов, Флора Керимова вновь стала появляться на эстраде и на телевидении. В репертуаре Керимовой стали появляться новые песни как молодых, так и уже известных композиторов Азербайджана.
Осенью 2000 года в сотрудничестве с композитором Ханым Исмаилгызы Флора Керимова выпустила песню «Ruhumuz Qovuşacaq» («Души сольются»). В 2001 году в эфир вышла ещё одна успешная песня Флоры Керимовой «Hardasan» («Где ты»?).
В 2005 году вышел сингл и клип «Darıxmışam» («Соскучилась»).
В апреле 2016 года Флора Керимова выпустила клип на песню «Mənim Mənim» (Моё Моё). В клипе певицы снялась её дочь Зумрюд.
В 1992 году Флоре Керимовой было присвоено звание народной артистки Азербайджана. Керимова стала первой певицей получивший это звание уже в независимом Азербайджане.
31 июля 2021 года распоряжением президента Азербайджанской Республики Ильхама Алиева «За заслуги в развитии азербайджанского музыкального искусства» Флора Алекбер кызы Керимова была награждена орденом «Шараф».
В тот же день, распоряжением президента Азербайджана «За многолетнюю плодотворную деятельность в развитии азербайджанского музыкального искусства» Ф. А. Керимовой была предоставлена персональная пенсия Президента Азербайджанской Республики.

## Дискография
- Флора Керимова — Поет Флора Керимова (1973)[9]
- Флора Керимова — Поет Флора Керимова 2 (1973)[10]
- Флора Керимова — Песни композиторов Азербайджана (1980)[11]
- «Flora Kərimovanın İfaları» (2016)[12]

## Фильмография
- 1968 — Именем закона

## Семья
Мать, Зумруд. Имеет дочь и сына. Сын проживает в Германии.

## Награды и звания
- Орден «Честь» (31 июля 2021 года, за заслуги в развитии азербайджанского музыкального искусства)[8].
- Народная артистка Азербайджана (17 ноября 1992 года, за заслуги в развитии азербайджанского музыкального исполнительства)[14].
- Заслуженная артистка Азербайджанской ССР (1989)